# Théhillac
Théhillac (bret. Tehelieg) – miejscowość i gmina we Francji, w regionie Bretania, w departamencie Morbihan.
Według danych na rok 1990 gminę zamieszkiwało 510 osób, a gęstość zaludnienia wynosiła 35 osób/km² (wśród 1269 gmin Bretanii Théhillac plasuje się na 822. miejscu pod względem liczby ludności, natomiast pod względem powierzchni na miejscu 681.).